# Neodendragonum
Neodendragonum is een geslacht van kevers uit de familie van de loopkevers (Carabidae). De wetenschappelijke naam van het geslacht is voor het eerst geldig gepubliceerd in 1953 door Basilewsky.

## Soorten
Het geslacht Neodendragonum omvat de volgende soorten:
- Neodendragonum laurenti (Basilewsky, 1950)
- Neodendragonum leleupi (Basilewsky, 1950)